# 新谢尔卡农村居民点
新谢尔卡农村居民点（俄语：Новосёлковское сельское поселение）是俄罗斯联邦伊万诺沃州加夫里洛夫镇区所属的一个农村居民点。其下辖有26个居民点，行政中心为新谢尔卡。据2016年统计，该农村居民点的人口为1466人。